# Provincia del Capo Orientale
Il Capo Orientale (in inglese Eastern Cape, in xhosa Mpuma-Koloni, in afrikaans Oos-Kaap) è una provincia del Sudafrica, con capoluogo Bhisho.

## Storia
Fu creata nel 1994 unendo le homeland di Transkei e Ciskei e la parte orientale della ex provincia del Capo. È la patria storica degli Xhosa, il gruppo etnico più numeroso in Sudafrica dopo gli Zulu, e ha dati i natali a molti sudafricani illustri, fra cui Nelson Mandela.
La provincia ha un clima mediterraneo e molti parchi naturali, ed è meta di turismo nazionale e internazionale. Fra le attrazioni si deve citare il Festival Nazionale delle Arti che si tiene annualmente nella città di Makhanda ed è il più grande del mondo dopo quello di Edimburgo.

## Economia
Eastern Cape è una delle province più povere del Sudafrica; in gran parte, questo si deve al fatto che sia nata dall'unione di diverse poverissime homeland dove si pratica da sempre un'agricoltura di pura sussistenza. Le due principali città, Port Elizabeth e East London, hanno un'economia ben sviluppata, soprattutto legata all'industria automobilistica. General Motors, Volkswagen e Ford hanno impianti a Port Elizabeth, e la Chrysler ne ha uno a East London. A Coega (20 km a nord di Port Elizabeth) è in corso il più grande progetto del Sudafrica, la costruzione di un nuovo porto, che si prevede possa ulteriormente sviluppare l'economia della regione.

## Turismo
Il panorama della provincia è estremamente vario. Nell'interno occidentale si estende la regione semi-desertica del Karoo, mentre l'est è ricco di vegetazione. La zona è apprezzata dal turismo, tra l'altro, per gli 800 km di costa quasi incontaminata e per la possibilità di fare safari per l'osservazione degli animali africani (inclusi tutti i "big five") in un ambiente completamente "malaria-free".
Il parco più importante della provincia è l'Addo Elephant National Park, a 73 km da Port Elizabeth. I suoi 743 km² ospitano 170 elefanti e 21 rinoceronti neri appartenenti a una sottospecie molto rara, originaria del Kenya.
Sui monti Monti dei Draghi, a Tiffindell, si trova l'unico impianto sciistico del Sudafrica. Il Festival delle Arti di Makhanda (fra la fine di giugno e l'inizio di luglio) è l'evento culturale più importante di tutta l'Africa. Per 11 giorni all'anno la popolazione della città raddoppia. Si vendono opere d'arte e d'artigianato.
Il Tsitsikamma National Park è una fascia di 80 km fra Nature's Valley e la foce del fiume Storms, e consente escursioni a piedi in un ambiente naturale incontaminato. Nei pressi del parco si trova il ponte di Bloukrans Bridge, in cui si può fare bungee jumping dalla massima altezza al mondo.
Jeffreys Bay è una delle coste più selvagge del paese, a ridosso di una delle più spettacolari foreste subtropicali d'Africa. La Wild Coast è un tratto di costa con splendidi panorami e parecchi relitti da visitare.

## Cultura
- Theuns Jordaan

## Comuni e distretti
La provincia di Eastern Cape è suddivisa in 4 District Management Areas (DMAs) con codici ECDMA10, ECDMA13, ECDMA14, ECDMA44 e 6 municipalità distrettuali, a loro volta sono suddivisi in 38 municipalità locali.
Alle 6 municipalità distrettuali, va aggiunta una municipalità metropolitana.
- Municipalità metropolitana di Nelson Mandela Bay (NMA)
- Municipalità distrettuale di Alfred Nzo (DC44)
  - Municipalità locale di Matatiele (EC441)
  - Municipalità locale di Umzimvubu (EC442)
- Municipalità distrettuale di Amatole (DC12)
  - Municipalità locale di Amahlathi (EC124)
  - Municipalità metropolitana di Buffalo City (EC125)
  - Municipalità locale di Great Kei (EC123)
  - Municipalità locale di Mbhashe (EC121)
  - Municipalità locale di Mnquma (EC122)
  - Municipalità locale di Ngqushwa (EC126)
  - Municipalità locale di Nkonkobe (EC127)
  - Municipalità locale di Nxuba (EC128)
- Municipalità distrettuale di Cacadu (DC10)
  - Municipalità locale di Baviaans (EC107)
  - Municipalità locale di Blue Crane Route (EC102)
  - Municipalità locale di Camdeboo (EC101)
  - Municipalità locale di Ikwezi (EC103)
  - Municipalità locale di Kouga (EC108)
  - Municipalità locale di Kou-Kamma (EC109)
  - Municipalità locale di Makana (EC104)
  - Municipalità locale di Ndlambe (EC105)
  - Municipalità locale di Sundays River Valley (EC106)
- Municipalità distrettuale di Chris Hani (DC13)
  - Municipalità locale di Emalahleni (EC136)
  - Municipalità locale di Engcobo (EC137)
  - Municipalità locale di Intsika Yethu (EC135)
  - Municipalità locale di Sakhisizwe (EC138)
  - Municipalità locale di Inxuba Yethemba (EC131)
  - Municipalità locale di Inkwanca (EC133)
  - Municipalità locale di Tsolwana (EC132)
  - Municipalità locale di Lukhanji (EC134)
- Municipalità distrettuale di O. R. Tambo (DC15)
  - Municipalità locale di Mbizana (EC151)
  - Municipalità locale di Mhlontlo (EC156)
  - Municipalità locale di Ntabankulu (EC152)
  - Municipalità locale di Port St Johns (EC154)
  - Municipalità locale di Ingquza Hill (EC153)
  - Municipalità locale di Nyandeni (EC155)
  - Municipalità locale di King Sabata Dalindyebo (EC157)
- Municipalità distrettuale di Joe Gqabi (DC14)
  - Municipalità locale di Senqu (EC142)
  - Municipalità locale di Maletswai (EC143)
  - Municipalità locale di Gariep (EC144)
  - Municipalità locale di Elundini (EC141)